# Liancalus dytei
Liancalus dytei är en tvåvingeart som beskrevs av Negrobov, Grootaert och Coulibaly 1987. Liancalus dytei ingår i släktet Liancalus och familjen styltflugor.
Artens utbredningsområde är Kongo. Inga underarter finns listade i Catalogue of Life.